# Burchard Precht (dit le Jeune)
Ne pas confondre avec son père Burchard Precht (dit l'Ancien) (1651-1738)
Burchard Precht (dit le Jeune), né le 4 octobre 1689 à Stockholm, est un sculpteur suédois. Il est le fils de Burchard Precht (dit l'Ancien) (1651-1738).

## Biographie
Cet artiste est le fils et l'élève de Burchard Precht (dit l'Ancien). Il a travaillé en Lorraine dans l'est de la France à la cour de Nancy entre 1720 et 1730.